# 里窝那费拉里斯
里窝那费拉里斯（義大利語：Livorno Ferraris），是意大利韦尔切利省的一个市镇。总面积58平方公里，人口4545人，人口密度78.4人/平方公里（2009年）。ISTAT代码为002071。

## 友好城市
- 法國蓬德谢吕